# Els casos del Departament Q: Redempció
Els casos del departament Q: Redempció (títol original en danès, Flaskepost fra P) és una pel·lícula danesa de 2016, dirigida per Hans Petter Moland, basada en una novel·la de Jussi Adler-Olsen. És la tercera pel·lícula de la sèrie Els casos del Departament Q, després de Misericòrdia (2013) i Profanació (2014). S'ha doblat al valencià per a À Punt. També s'ha subtitulat al català central.

## Sinopsi
Un missatge de 8 anys en una ampolla, escrit amb sang, porta el detectiu Carl Morck i el seu assistent Assad a un cas de segrestos de nens a comunitats religioses de tota Dinamarca. La majoria d'aquests segrests no s'han denunciat per algun motiu, i se sospita que alguns d'ells han acabat en assassinat.

## Repartiment
- Nikolaj Lie Kaas – Carl Mørck
- Fares Fares – Assad
- Pål Sverre Hagen - Johannes
- Jakob Ulrich Lohmann - Elias
- Amanda Collin - Rakel
- Johanne Louise Schmidt - Rose Knudsen
- Søren Pilmark - Marcus Jacobsen

## Rebuda
Ken Jaworowski de The New York Times va elogiar la construcció de la història de la pel·lícula, l'estat d'ànim i l'escena final, "bonicament contundent, acaba amb la nota perfecta".